# Kompetenzzentrum Technik-Diversity-Chancengleichheit
Das Kompetenzzentrum Technik-Diversity-Chancengleichheit e. V. ist ein bundesweit aktiver gemeinnütziger Verein mit Sitz in Bielefeld, der 1999 gegründet wurde. Der Verein fördert durch verschiedene Projekte und Kampagnen die Umsetzung von Chancengleichheit und Diversity in Bildung, Ausbildung, Beruf, Wissenschaft, Forschung und Gesellschaft. Mehr als 110 Projekte wurden bislang durchgeführt. Seit seiner Gründung ist der Verein An-Institut der Fachhochschule Bielefeld. Im Verein sind 55 Mitglieder organisiert: 26 institutionelle, 21 persönliche, 4 Fördermitglieder und 4 Ehrenmitglieder. Gemäß § 8 der Satzung muss die Mehrheit des Vorstands weiblichen Geschlechts sein.

## Geschichte

### Gründung
Der Verein wurde am 10. November 1999 unter dem Namen Frauen geben Technik neue Impulse e. V. in Bonn gegründet. Der Name geht zurück auf die Initiative gleichen Namens, die 1994 gemeinsam vom damaligen Bundesministerium für Bildung und Wissenschaft, von der Deutschen Telekom AG und der Bundesanstalt für Arbeit (heute: Bundesagentur für Arbeit) ins Leben gerufen wurde. Ziel war es, die Beteiligung und Vernetzung von Frauen in technischen Ausbildungen, Studiengängen und Berufen zu stärken. Eines der bedeutendsten und öffentlichkeitswirksamsten Projekte in dieser Zeit war die Aktion „Frauen ans Netz“, durch die Frauen eine kostenlose Einführung ins Internet durch andere Frauen erhielten.

### Entwicklung
Am 1. April 2000 startete der Verein das Vorhaben Kompetenzzentrum Frauen in Informationsgesellschaft und Technologie, das bis 2005 vom Bundesministerium für Bildung und Forschung und vom Bundesministerium für Familie, Senioren, Frauen und Jugend gefördert wurde. Die Vernetzung und Stärkung von Frauen in Technik und Naturwissenschaften blieb Schwerpunkt der Arbeit und wurde durch Vernetzung und Beratung, die Information der Öffentlichkeit sowie die Entwicklung und Umsetzung zielgruppenorientierter Projekte und Maßnahmen umgesetzt. Unter anderem wurde in dieser Phase der Girls’Day – Mädchen-Zukunftstag entwickelt.

### Umbenennung und Ausweitung der Aktivitäten
Der Verein wurde im Jahr 2005 in Kompetenzzentrum Technik-Diversity-Chancengleichheit e. V. (seit 2019 mit der Kurzform kompetenzz) umbenannt. Damit wurde die strategische Ausweitung der Aktivitäten in den Bereichen Diversity und Chancengleichheit auch im Vereinsnamen sichtbar.

## Schwerpunkte
Das Kompetenzzentrum Technik-Diversity-Chancengleichheit e. V. hat deshalb sein Projekt-Portfolio kontinuierlich erweitert und ist mittlerweile in den folgenden fünf Themenfeldern aktiv, zu denen Projekte und Kampagnen durchgeführt werden:
- Beruf und Leben
- Demografie
- Digitale Teilhabe
- Diversity
- Frauen in Innovation und MINT

## Projekte
Die bekanntesten bundesweiten Projekte sind der Girls’Day und der Boys’Day, die Initiative Klischeefrei, die Zukunftswerkstatt Kommunen – Attraktiv im Wandel (ZWK) sowie das Metavorhaben „Innovative Frauen im Fokus“ (meta-IFiF) und die Plattform #Innovative Frauen. Auch in internationale Projekte bringt kompetenzz seine Expertise im Bereich der gendersensiblen Berufs- und Studienwahl als Kooperationspartner ein und bietet zudem wissenschaftliche Sozialforschung zu gesellschaftlich relevanten Themen sowie die Evaluation von Projekten und Maßnahmen.
Der Girls’Day (Mädchen-Zukunftstag) ist das größte Berufsorientierungsprojekt für Schülerinnen in Deutschland. Der Aktionstag an jedem dritten Donnerstag im April bietet Mädchen die Möglichkeit, in verschiedenen Organisationen und Betrieben technische und naturwissenschaftliche Berufe kennenzulernen. Seit dem Start der Aktion im Jahr 2001 haben nach Angaben des Vereins insgesamt mehr als 2 Millionen Mädchen daran teilgenommen.
Seit 2011 wird an jedem dritten Donnerstag im April auch der Boys’Day (Jungen-Zukunftstag) durchgeführt. Jungen haben an diesem Tag die Möglichkeit, Berufe aus den Bereichen Erziehung, Soziales, Gesundheit und Pflege auszuprobieren. Nach Angaben des Vereins haben bisher in etwa 375.000 Jungen an rund 65.000 Boys’Day-Angeboten teilgenommen.
Für eine Berufs- und Studienwahl frei von Geschlechterklischees ist die Initiative Klischeefrei die zentrale Anlaufstelle zur Beratung sowie zur Vernetzung für Institutionen und Aktive. Die Servicestelle der Initiative besteht aus einer Fach- und einer Pressestelle bei kompetenzz sowie einer Redaktion, die im Bundesinstitut für Berufsbildung (BIBB) angesiedelt ist. Schirmherrin der Initiative ist Elke Büdenbender.
Im Rahmen des bundesweiten Modellvorhabens „Zukunftswerkstatt Kommunen – Attraktiv im Wandel“ (ZWK) werden vierzig Kommunen bei der Gestaltung des demografischen Wandels begleitet und dabei unterstützt, Strategien zu entwickeln, die das Thema Integration einschließen und alle Altersgruppen berücksichtigen. Die dabei systematisch gewonnenen Erfahrungen werden in verschiedenen Formaten auf der Website für den Transfer nutzbar gemacht.
Das Metavorhaben „Innovative Frauen im Fokus“ (meta-IFiF) will gemeinsam mit den Forschungs- und Umsetzungsprojekten, die in der Förderrichtlinie „Innovative Frauen im Fokus“ des Bundesministeriums für Bildung und Forschung (BMBF) gefördert werden, die Sichtbarkeit innovativer Frauen erhöhen. Dazu vernetzt meta-IFiF die Projekte untereinander, berät bei der Entwicklung von Transfer- und Verstetigungsmaßnahmen und initiiert gemeinsame, öffentlichkeitswirksame Maßnahmen.
Mit der Plattform #InnovativeFrauen ist ein weiteres Vorhaben bei kompetenzz angesiedelt, das die Sichtbarkeit innovativer Frauen in den Fokus stellt. Eine Online-Datenbank, in die sich Wissenschaftlerinnen, Forscherinnen und Innovatorinnen mit ihren Leistungen eintragen können, dient Journalistinnen und Journalisten als Recherchetool.
Das Projekt Klischeefrei im Sport setzt sich mit allen Engagierten für eine klischeefreie Sportkultur ein. Ziel ist, mit praxisorientierten Angeboten und medialer Aufklärungsarbeit die Entwicklungsmöglichkeiten und Teilhabe aller Menschen am (Spitzen-)Sport nachhaltig zu stärken und eine klischeefreie Sportberichterstattung zu fördern. Klischeefrei im Sport ist seit 2023 bei kompetenzz angesiedelt.

## Publikationen
- mit Initiative D21: Digital Gender Gap – Lagebild zu Gender(un)gleichheiten in der digitalisierten Welt. Sonderauswertung des D21-Digital-Index 2018/2019. Berlin 6. Januar 2020 (PDF: 1,3 MB, 36 Seiten https://material.kompetenzz.net/kompetenzz/veroeffentlichungen/studie-digital-gender-gap.html )
- Studie (Digital) arbeiten 2020: Chancengerecht für alle? Im Fokus: Wissen und Qualifizierung. Analyse einer Erwerbstätigenbefragung unter Genderaspekten. Autorinnen: Prof. Barbara Schwarze, Lore Funk. Dezember 2020 (PDF: 2,6 MB, 30 Seiten https://material.kompetenzz.net/kompetenzz/veroeffentlichungen )
- Studie: (Digital) arbeiten 2020: Chancengerecht für alle? Im Fokus: Partnerschaftliche Arbeitsteilung. Analyse einer Erwerbstätigenbefragung unter Genderaspekten. Autorinnen: Lore Funk, Prof. Barbara Schwarze. Februar 2021 (PDF: 2,4 MB, 28 Seiten auf https://material.kompetenzz.net/kompetenzz/veroeffentlichungen)
- in Kooperation mit der Westfälischen Wilhelms-Universität Münster, Institut für Erziehungswissenschaft: Eltern und die berufliche Orientierung ihrer Kinder. Gatekeeper zwischen Berufswünschen und Geschlechterklischees. Bielefeld, 2023 (PDF: 2,5 MB, 18 Seiten auf https://material.kompetenzz.net/girls-day/multiplikator-innen/broschuere-zur-eltenbefragung.html)
- #FrauWirktDigital: Vier Handlungsempfehlungen zu den Themen Bildung, Stereotype in Gesellschaft, Bildungsinstitutionen und Familie, Frauen in IT-Berufen und Gründungen. https://material.kompetenzz.net/fwd